# El Camino (álbum)
El Camino es el séptimo álbum de estudio de la banda estadounidense de rock The Black Keys. Fue coproducido por Danger Mouse y la banda, y fue lanzado el 6 de diciembre de 2011, a través de Nonesuch Records.
El álbum está influido por géneros populares en las décadas de 1950 y 1970, como el rock and roll, el glam rock, el rockabilly, el surf rock y el soul. Danger Mouse contribuyó como coautor en cada una de las once canciones.
Ganó el premio Grammy al mejor álbum rock en el año 2012.

## Lista de canciones
1. Lonely Boy
2. Dead And Gone
3. Gold On The Ceiling
4. Little Black Submarines
5. Money Maker
6. Run Right Back
7. Sister
8. Hell Of A Season
9. Stop Stop
10. Nova Baby
11. Mind Eraser